# Paul de Pignol
Paul de Pignol , nacido en Toulouse el 7 de noviembre de 1965 es un escultor y pintor francés. 
Alumno del taller de pintura de Pierre Carron (1985-1991), en la Escuela Nacional Superior de Bellas Artes de París. Tras numerosas exposiciones de pintura, en 1997 se consagró a la escultura. Actualmente, vive y trabaja entre París y Montigny sur Loing.